# Antonio Carafa (1542-1578)
Don Antonio Carafa della Stadera (1542 – 14 agosto 1578) è stato un nobile italiano, figlio del duca e principe Luigi Carafa della Stadera e membro dell'influente famiglia Carafa.
Fu il III Duca di Mondragone e il III Principe di Stigliano dal 17 luglio 1576 fino alla sua morte.

## Biografia

### Nascita e famiglia
Don Antonio nacque nel 1542 in una delle più antiche, importanti ed influenti famiglie nobiliari del Regno di Napoli, quella dei Carafa, ed apparteneva ad uno dei due rami cadetti principali, quello dei Carafa della Stadera.
Suo padre era Luigi Carafa della Stadera, II principe di Stigliano e II duca di Mondragone, mentre sua madre era  Clarice Orsini, figlia del signore Giovanni Giordano Orsini di Bracciano e di Felice della Rovere, figlia illegittima dell'allora cardinale Giuliano della Rovere (futuro papa Giulio II).

### Feudatario
Suo padre Luigi, durante la sua vita, aveva ereditato e acquistato molti feudi (Alianello, Sant'Arcangelo, Roccanova, Accettura, Gorgoglione, Guardia, Laviano, Castelgrande, Rapone, Riardo, Teano, Carinola, "Madama Porpora", Roccamonfina, Minervino, Torre di Mare, Rocca Imperiale, Volturara, Moliterno, Armento, Montemurro, Precina, San Nicandro, Pietravairano, Galluccio, Casafredda e Caivano), e quindi, alla sua morte, avvenuta il 17 luglio 1576, Antonio gli successe anche in questi territori, oltre ad ereditare i titoli di Principe di Stigliano e Duca di Mondragone.
Fu anche Grande di Spagna.

### Morte
Morì poco dopo il padre, il 14 agosto 1578, e venne succeduto nei titoli e nei feudi dal figlio maschio primogenito Luigi Carafa della Stadera, nato dal secondo matrimonio.

## Matrimoni e discendenza
Antonio, nella sua vita, contrasse due matrimoni.
In prime nozze sposò Ippolita Gonzaga, figlia di Ferrante I Gonzaga, conte di Guastalla, e della principessa Isabella di Capua, figlia a sua volta di Ferrante di Capua, principe di Molfetta, e di Antonicca del Balzo. La moglie era già rimasta vedova da un precedente matrimonio avuto con Fabrizio Colonna, erede di Ascanio I Colonna, II duca di Paliano. Dalla loro unione nacque una figlia:
- Anna Clarice (settembre 1560[2] - ...), ebbe 675 ducati annui in beneficio; si sposò in prime nozze nel 1578 con Ferdinando II Carafa, IV duca di Nocera (m. 1593) e in seconde nozze con Paolo di Sangro, principe di San Severo (1569-1626).

Poi, in seconde nozze sposò Giovanna Colonna (1554-1571), figlia di Marcantonio II Colonna, III duca e I principe di Paliano, e di Felicia Orsini dei Signori di Bracciano. Dalla loro unione nacquero due figli:
- Luigi (12 ottobre 1567 – 22 gennaio 1630), erede e successore del padre;
- Marcantonio (29 agosto 1569 – ...), patrizio napoletano, signore di Precina e Tresenti. Sposò Beatrice Carafa, figlia di Federico Carafa dei Marchesi di Lucida. Non si conosce discendenza.

## Ascendenza
|                                                                             |                                               |                                                | Genitori                                     |  |  | Nonni |  |  | Bisnonni                                                |  |  | Trisnonni                                         |  |
|                                                                             |                                               |                                                |                                              |  |  |       |  |  | Luigi Carafa della Stadera, signore di Rocca Mondragone |  |  | Antonio Carafa della Stadera, patrizio napoletano |  |
|                                                                             |                                               |                                                |                                              |  |  |       |  |  | Luigi Carafa della Stadera, signore di Rocca Mondragone |  |  | Antonio Carafa della Stadera, patrizio napoletano |  |
|                                                                             |                                               | Vannella Boffa Stendardo                       |                                              |  |  |       |  |  | Luigi Carafa della Stadera, signore di Rocca Mondragone |  |  |                                                   |  |
| Antonio Carafa della Stadera, I principe di Stigliano, I duca di Mondragone |                                               |                                                |                                              |  |  |       |  |  | Luigi Carafa della Stadera, signore di Rocca Mondragone |  |  |                                                   |  |
|                                                                             |                                               | Isabella (Bernardina) della Marra              | Guglielmo della Marra, signore di Stigliano  |  |  |       |  |  |                                                         |  |  |                                                   |  |
|                                                                             |                                               | Isabella (Bernardina) della Marra              | Guglielmo della Marra, signore di Stigliano  |  |  |       |  |  |                                                         |  |  |                                                   |  |
|                                                                             |                                               | Isabella (Bernardina) della Marra              | Polissena Sanseverino                        |  |  |       |  |  |                                                         |  |  |                                                   |  |
| Luigi Carafa della Stadera, II principe di Stigliano, II duca di Mondragone |                                               | Isabella (Bernardina) della Marra              |                                              |  |  |       |  |  |                                                         |  |  |                                                   |  |
|                                                                             |                                               | Bartolomeo III di Capua, IX conte di Altavilla | Francesco di Capua, VIII conte di Altavilla  |  |  |       |  |  |                                                         |  |  |                                                   |  |
|                                                                             |                                               | Bartolomeo III di Capua, IX conte di Altavilla | Francesco di Capua, VIII conte di Altavilla  |  |  |       |  |  |                                                         |  |  |                                                   |  |
|                                                                             |                                               | Bartolomeo III di Capua, IX conte di Altavilla | Elisabetta Conti, nobile romana              |  |  |       |  |  |                                                         |  |  |                                                   |  |
| Isabella di Capua                                                           |                                               | Bartolomeo III di Capua, IX conte di Altavilla |                                              |  |  |       |  |  |                                                         |  |  |                                                   |  |
|                                                                             |                                               | Roberta Boccapianola                           | Bernardino Boccapianola, patrizio napoletano |  |  |       |  |  |                                                         |  |  |                                                   |  |
|                                                                             |                                               | Roberta Boccapianola                           | Bernardino Boccapianola, patrizio napoletano |  |  |       |  |  |                                                         |  |  |                                                   |  |
|                                                                             |                                               | Roberta Boccapianola                           | Prudenzia Capece Bozzuto                     |  |  |       |  |  |                                                         |  |  |                                                   |  |
| Antonio Carafa della Stadera                                                |                                               | Roberta Boccapianola                           |                                              |  |  |       |  |  |                                                         |  |  |                                                   |  |
|                                                                             | Gentile Virginio Orsini, signore di Bracciano | Napoleone Orsini, signore di Bracciano         |                                              |  |  |       |  |  |                                                         |  |  |                                                   |  |
|                                                                             | Gentile Virginio Orsini, signore di Bracciano | Napoleone Orsini, signore di Bracciano         |                                              |  |  |       |  |  |                                                         |  |  |                                                   |  |
|                                                                             | Gentile Virginio Orsini, signore di Bracciano | Francesca Orsini di Monterotondo               |                                              |  |  |       |  |  |                                                         |  |  |                                                   |  |
| Giovanni Giordano Orsini, signore di Bracciano                              | Gentile Virginio Orsini, signore di Bracciano |                                                |                                              |  |  |       |  |  |                                                         |  |  |                                                   |  |
|                                                                             |                                               | Isabella Orsini di Salerno                     | Raimondo Orsini, principe di Salerno         |  |  |       |  |  |                                                         |  |  |                                                   |  |
|                                                                             |                                               | Isabella Orsini di Salerno                     | Raimondo Orsini, principe di Salerno         |  |  |       |  |  |                                                         |  |  |                                                   |  |
|                                                                             |                                               | Isabella Orsini di Salerno                     | Eleonora d'Aragona                           |  |  |       |  |  |                                                         |  |  |                                                   |  |
| Clarice Orsini di Bracciano                                                 |                                               | Isabella Orsini di Salerno                     |                                              |  |  |       |  |  |                                                         |  |  |                                                   |  |
|                                                                             |                                               | Papa Giulio II                                 | Raffaello Della Rovere                       |  |  |       |  |  |                                                         |  |  |                                                   |  |
|                                                                             |                                               | Papa Giulio II                                 | Raffaello Della Rovere                       |  |  |       |  |  |                                                         |  |  |                                                   |  |
|                                                                             |                                               | Papa Giulio II                                 | Teodora Manirola                             |  |  |       |  |  |                                                         |  |  |                                                   |  |
| Felice Della Rovere                                                         |                                               | Papa Giulio II                                 |                                              |  |  |       |  |  |                                                         |  |  |                                                   |  |
|                                                                             |                                               | Lucrezia Normanni                              | ??? Normanni                                 |  |  |       |  |  |                                                         |  |  |                                                   |  |
|                                                                             |                                               | Lucrezia Normanni                              | ??? Normanni                                 |  |  |       |  |  |                                                         |  |  |                                                   |  |
|                                                                             |                                               | Lucrezia Normanni                              | ???                                          |  |  |       |  |  |                                                         |  |  |                                                   |  |
|                                                                             |                                               | Lucrezia Normanni                              |                                              |  |  |       |  |  |                                                         |  |  |                                                   |  |